# Ella Laboriel
Ella Laboriel   (Ciutat de Mèxic, 28 de març de 1949) nom artistic d'Esperança Laboriel López, també coneguda com a Ela  és una cantant i actriu de cinema i televisió mexicana afrodescendent d'origen hondureny. Com a cantant va destacar en la interpretació de gèneres com el rock and roll, el jazz i el blues.

## Biografia
És integrant de la Família Laboriel, composta pel seu pare Juan José Laboriel, la seva mare Francisca López, els seus germans Johnny Laboriel, Abraham Laboriel, Francis i el seu nebot Abe Laboriel. Sent nena va participar en diferents programes com el de Tío Polito i Los niños catedráticos.
Va adoptar el seu nom artístic en tribut a Ella Fitzigerald. La seva carrera es va iniciar el 1960 amb l'anomenada Època d'or del rock and roll a Mèxic amb dificultats associades al masclisme imperant en l'època començant pel seu propi pare, que va intentar aturar la seva carrera igual que la del seu germà Johnny. Va integrar el Trio Las Yolis, agrupació que va cobrar fama com a part dels duos i trios femenins que cantaven i ballaven com les Hermanas Jiménez. Va iniciar una reeixida carrera solista interpretant temes de rock and roll, a go-gó i balades. Va llançar igualment discos a duet amb el seu germà Johnny Laboriel.
Va participar en l'organització del Festival d'Avándaro el 1971 sent l'encarregada de premsa de festival, fet que li va provocar conflictes amb el seu germà Johnny. Addicionalment a la seva carrera musical i actoral, es dedica a la gestió i presentació d'espectacles musicals.

## Obra

### Discografia
- Ela Laboriel (1967)
- Ya te ví (1967)
- Dile / Un Muchacho Guapo (1967)
- El teléfono
- Llamame / Sin Final (1967)

#### Amb Johnny Laboriel
- Ela y Johnny Laboriel (1967)

### Pel·lícules
- Sheena, la reina de la selva (1952)
- Joselito vagabundo (1966)
- Under fire (1983)

### Telenovel·les
- El extraño retorno de Diana Salazar (1988)
- Mujer, casos de la vida real (1985)